# Daniel Aquino Pintos
Daniel 'Dani' Aquino Pintos (Múrcia, 27 de juliol de 1990) és un futbolista murcià, que ocupa la posició de migcampista, actualment a l'AD Ceuta FC
És fill del també futbolista Daniel Toribio Aquino, jugador argentí que va militar al Reial Múrcia i al Reial Betis, entre d'altres conjunts.

## Trajectòria
Fa el seu debut com a professional amb el Reial Múrcia a la temporada 06/07, amb el conjunt a Segona Divisió, tot marcant en eixe encontre, l'únic que disputa eixa campanya, que se salda amb l'ascens a la màxima categoria.
Debuta a primera divisió al 20 de gener de 2008, en partit contra el Reial Saragossa. L'arribada de Javier Clemente a la banqueta murciana li va obrir les portes de la titularitat, tot i que a les postres, el Murcia va perdre la categoria. De nou a Segona, es consolida a l'onze de La Condomina.

## Internacional
Ha representat la selecció espanyola sub-17 i sub-19. Hi va participar en el Mundial de sub-17 del 2007 i a l'Europeu sub-19 de l'any següent.